# Kujō Yoshimichi
Kujō Yoshimichi (九条良通, [[[1167]] - 1188] Erro: {{japonês}}: transliteration text not Latin script (pos 19: $2) (ajuda)), também conhecido como Fujiwara no Yoshimichi, foi 2º líder do Ramo Kujō  do Clã Fujiwara.

## Vida e Carreira
Foi o primeiro filho de Kanezane.
Em 1175 foi nomeado Jijū (侍従, camerlengo).
Em 19 de novembro de 1179, aos 12 anos de idade foi nomeado  Chūnagon.
Em 1182 foi nomeado Dainagon.
Em 1186 foi nomeado General da Guarda Imperial de Esquerda.
Entre 29 de outubro de 1186 e 20 de fevereiro de 1188 (quando morreu) atuou como Naidaijin durante o reinado do Imperador Go-Toba.
Em 20 de fevereiro de 1188, logo após retornar de uma peregrinação de Ano Novo  ao santuário dos Fujiwara em Kasuga, Yoshimichi faleceu repentinamente. Este foi um golpe significativo para Kanezane, cuja posição já estava comprometido pelo restabelecimento do gabinete do imperador aposentado (In-no-cho) de Go-Shirakawa, que viria a ser liderado pelo principal rival de Kanezane,  Michichica (1149-1202). Enlutado pela perda de seu filho jovem e talentoso, Kanezane pensou em entrar para o sacerdócio budista após passarem os 49 dias de luto.
Durante o enterro de Yoshimini, seu cadaver foi transportado em um tipo especial de carruagem com janelas gradeadas. Carruagens com janelas são apropriadas para as pessoas poderem observar a vista, o seu uso para transporte de cadáver sugere que o falecido estava sendo tratado como se ainda estivesse vivo e precisando ver os arredores (ou ser visto).
| Precedido por Fujiwara no Yoshinaga | 18º Naidaijin (1186 - 1188)                | Sucedido por Fujiwara no Moromichi |
| Precedido por Kanezane              | -- 2º Líder dos Kujō Fujiwara (1186 -1188) | Sucedido por Kanezane              |